# Géographie humaine (film)
Pour plus de détails, voir Fiche technique et Distribution.
Géographie humaine est un documentaire
français réalisé par Claire Simon et sorti en 2013.

## Synopsis
Un portrait de la Gare du Nord.

## Fiche technique
- Titre : Géographie humaine
- Réalisation :  Claire Simon
- Scénario : Claire Simon
- Photographie : Claire Simon
- Son : Olivier Hespel
- Mixage : Dominique Vieillard
- Montage : Luc Forveille et Catherine Rascon
- Musique : Miles Davis
- Producteur : Richard Copans
- Production : Film Factory - Les Films d'ici
- Pays :  France
- Genre : documentaire
- Durée : 101 minutes
- Date de sortie : France - 17 août 2013

## Distribution
- Simon Mérabet

## Sélections
- Festival de Locarno 2013[1]
- Festival international du film de Rio de Janeiro 2013
- Festival international du film de Rotterdam 2014
- Festival international du cinéma indépendant de Buenos Aires 2014